# Héctor Esparza
Héctor Manuel Esparza Torres (ur. 31 października 1960 w Zacatecas) – meksykański piłkarz występujący na pozycji środkowego obrońcy, w późniejszym czasie trener.

## Kariera klubowa
Esparza jest wychowankiem zespołu Deportivo Toluca, w barwach którego zadebiutował w meksykańskiej Primera División – 2 marca 1980 w zremisowanym 0:0 spotkaniu z Deportivo Neza. Premierowego gola w najwyższej klasie rozgrywkowej strzelił za to 29 marca tego samego roku w wygranej 3:1 konfrontacji z Tigres UANL. Podstawowym graczem Toluki był przez niemal siedem lat, zdobywając 9 goli w 180 ligowych spotkaniach, jednak nie odniósł z tą drużyną żadnego większego sukcesu. Latem 1986 przeszedł do ówczesnego wicemistrza kraju – Tampico Madero FC – gdzie spędził dwa lata.
W lipcu 1988 Esparza został zawodnikiem stołecznego Cruz Azul. Już w swoim debiutanckim sezonie w nowym klubie – 1988/1989 – wywalczył z Cruz Azul tytuł wicemistrza Meksyku i osiągnięcie to powtórzył także w rozgrywkach 1994/1995. Ogółem barwy zespołu reprezentował przez siedem sezonów, podczas których zanotował aż 239 występów ligowych, w których strzelił dwa gole. Przez cały ten czas był podstawowym środkowym defensorem ekipy. Podczas rozgrywek 1995/1996 był piłkarzem Club Santos Laguna z siedzibą w mieście Torreón, gdzie zakończył piłkarską karierę w wieku 35 lat.

## Kariera reprezentacyjna
W seniorskiej reprezentacji Meksyku Esparza zadebiutował jeszcze jako zawodnik Toluki, w 1983 roku. Osiem lat później został powołany przez selekcjonera Manuela Lapuente na Złoty Puchar CONCACAF, gdzie razem ze swoją kadrą narodową zajął trzecie miejsce w rozgrywkach. Ogółem swój bilans w reprezentacji zakończył na szesnastu rozegranych meczach bez zdobytego gola.

## Kariera trenerska
Podczas jesiennego sezonu Invierno 2000 Esparza był asystentem trenera w zespole Puebla FC. Przez dwa lata pełnił tę samą funkcję w drugoligowym klubie Alacranes de Durango, natomiast w latach 2007–2008 trenował czwartoligowy Universidad Autónoma ze swojego rodzinnego miasta, Zacatecas. W późniejszym czasie był szkoleniowcem ekip juniorskich Cruz Azul do lat 15.